# Magdalena Szryniawska
Magdalena Joanna Szryniawska Śliwa (Maków, 17 novembre 1969) è un'ex pallavolista polacca.
Giocava nel ruolo di palleggiatrice.

## Carriera
La carriera di Magdalena Szryniawska, conosciuta anche come Śliwa, inizia nel 1986, esordendo nel massimo campionato polacco con la maglia del Wisła Kraków, a cui resta legata fino al 1992, saltando solo una stagione per maternità. Nel 1990 viene convocata per la prima volta in nazionale.
Nel 1992 viene ingaggiata dal Polickie Stowarzyszenie Piłki Siatkowej Chemik Police, dove, in quattro stagioni, vince due volte il campionato polacco e tre volte la Coppa di Polonia. Tra il 1996 ed il 1998 gioca nel Bialski Klub Sportowy di Bielsko-Biała, ma senza ottenere grandi risultati.
Nella stagione 1998-99 viene ingaggiata dalla Pallavolo Sirio Perugia, club col quale resta legata per tre stagioni, vincendo una Coppa Italia ed una Coppa delle Coppe. Disputa la stagione 2001-02 con la maglia del Volley Bergamo, aggiudicandosi per la prima volta il campionato italiano.
Nel 2002 torna in Polonia al Bialski Klub Sportowy, con cui vince nuovamente il campionato polacco. Nell'estate del 2003 vince la prima medaglia con la nazionale polacca: l'oro al campionato europeo, venendo anche eletta miglior palleggiatrice della manifestazione. Dopo gli impegni con la nazionale torna in Italia, nella Pieralisi Jesi. Nel 2004 viene ingaggiata dal Volley Vicenza, dove resta due stagioni. Nel 2005 vince la seconda medaglia d'oro consecutiva al campionato europeo, ricevendo anche una medaglia d'oro al merito.
Tra il 2006 ed il 2008 torna a vestire la maglia del Wisła Kraków in I Liga (il campionato cadetto polacco), dove per due volte la promozione in Campionato polacco di pallavolo femminile, giungendo per due volte al secondo posto.
Nel 2008 ritorna nella massima serie polacca, vestendo la maglia del Miejski Klub Sportowy Dąbrowa Górnicza, con cui conquista e disputa anche la Champions League 2009-10. Nel 2010 viene ingaggiata dal Trefl Piłka Siatkowa di Sopot, club dove gioca anche la figlia Izabela. Nel 2011 torna al Miejski Klub Sportowy Dąbrowa Górnicza, con il quale si aggiudica la Coppa di Polonia, sconfiggendo in finale proprio il Trefl Piłka Siatkowa, successo poi bissato la stagione successiva.
Nella stagione 2013-14 viene ingaggiata dal Budowlani Łódź Sportowa, ricevendo anche i gradi di capitano; al termine del campionato successivo annuncia il ritiro dall'attività agonistica.

## Vita privata
È la madre della pallavolista Izabela Śliwa.

## Palmarès

### Club
- Campionato polacco: 3

1993-94, 1994-95, 2002-03
- Campionato italiano: 1

2001-02
- Coppa di Polonia: 5

1992-93, 1993-94, 1994-95, 2011-12, 2012-13
- Coppa Italia: 1

1998-99
- Supercoppa polacca: 1

2012
- Coppa delle Coppe: 1

1999-00

### Premi individuali
- 2003 - Campionato europeo: Miglior palleggiatrice